# Jean Djorkaeff

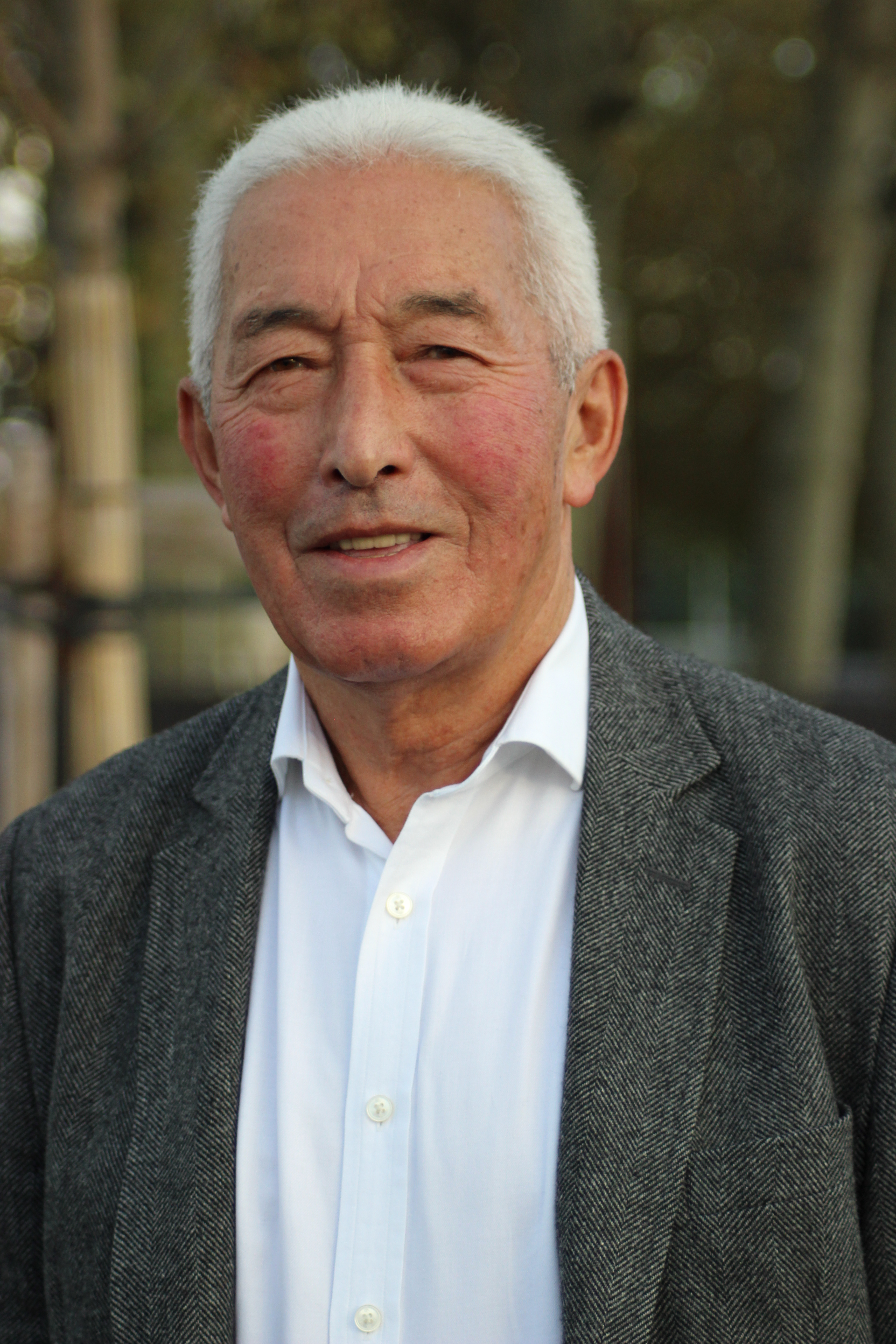
Jean Djorkaeff (2014)

Jean Djorkaeff (* 27. Oktober 1939 in Charvieu, Département Isère) ist ein ehemaliger französischer Fußballspieler und -trainer.

## Die Vereinskarriere
Jean Djorkaeff ist der Sohn eines kalmückischen Kosaken, der in der Garde des letzten russischen Zaren Nikolaus II. gedient hatte und nach der Oktoberrevolution ins französische Exil gegangen war. Anfangs spielte dessen Sohn »Tchouki«, so Jeans Spitzname, noch als Mittel- oder Außenstürmer, bis ihn sein Trainer Lucien Jasseron bei Olympique Lyon, wo er ab 1958 unter Vertrag stand, zum Außenverteidiger umschulte. Der mit 1,73 m nicht sehr groß gewachsene, linksfüßige Djorkaeff war technisch beschlagen, wendig und flink. Lyon allerdings spielte in der Division 1 in seinen ersten Profijahren meist gegen den Abstieg; erst 1963 gelangte die Mannschaft wenigstens ins französische Pokalendspiel, das Lyon im Wiederholungsspiel jedoch verlor und wobei der Linksverteidiger verletzungsbedingt fehlte. Ein Jahr später erreichte Lyon erneut das Finale, diesmal spielte Jean Djorkaeff mit und am Ende konnte er seinen ersten Titelgewinn feiern. Im Herbst des Jahres 1964 wurde er auch erstmals in die Nationalelf berufen.
Von 1966 bis 1970 spielte er bei Olympique Marseille, aber auch dort kam er in eine Mannschaft, die in diesen Jahren nie ernsthaft um den französischen Meistertitel mitzuspielen vermochte. Immerhin gewann Jean Djorkaeff mit OM 1969 aber zum zweiten Mal die Coupe de France.
Ein Jahr später wechselte er zum Zweitligisten Paris Saint-Germain FC, stieg mit diesem 1971 in die Division 1 auf und musste ab 1972 mit dessen Ligamannschaft für die Farben des Paris FC antreten, weil die beiden erst um 1970 gegründeten Klubs aus der Hauptstadt nur so die Verbandsauflage erfüllen konnten, dass jeder Profiverein auch einen "Unterbau" aus Amateur- und Jugendmannschaften haben musste. Im Sommer 1974 stieg der Paris FC aus der höchsten Spielklasse wieder ab; damit endete auch die Laufbahn Jean Djorkaeffs.

### Vereinsstationen
- Olympique Lyonnais (1958–1966)
- Olympique de Marseille (1966–1970)
- Paris Saint-Germain FC (1970–1972, davon 1970/71 in D2)
- Paris FC (1972–1974)

## Der Nationalspieler
Jean Djorkaeff hat zwischen Oktober 1964 und 1972 insgesamt 48 Länderspiele für die Équipe tricolore absolviert und dabei auch drei Tore erzielt, war in 24 Begegnungen zudem Spielführer der Mannschaft. Bei der für Frankreichs Elf allerdings schon nach der Vorrunde beendeten Weltmeisterschaft 1966 in England bestritt er alle drei Begegnungen.
Zu seinen persönlich bewegendsten internationalen Auftritten gehört die Einladung durch den Fußballverband der UdSSR zum Abschiedsspiel für Lew Jaschin im Mai 1971, bei dem der Sohn eines russischen Emigranten von über 100.000 Zuschauern in Moskau mit Ovationen bedacht wurde.

## Leben nach der Spielerlaufbahn
Djorkaeff hat anschließend etliche Jahre als Trainer gearbeitet, unter anderem bei der ASOA Valence, einem Verein armenischer Emigranten, und anschließend beim FC Grenoble; dort trainierte er unter anderem seinen Sohn Youri, der später gleichfalls – und mit noch größerem Erfolg als sein Vater – zum französischen Nationalspieler wurde. Jean Djorkaeff arbeitete danach in unterschiedlichen Funktionen für den Fußballverband FFF; seit dem Jahr 2000 ist der zweimalige Pokalgewinner Präsident der für die Durchführung des nationalen Pokalwettbewerbs zuständigen Verbandskommission.

## Palmarès
- Französischer Meister: Vizemeister 1970
- Französischer Pokalsieger: 1964, 1969
- Europapokal der Pokalsieger: 11 Spiele, 1 Tor für Lyon (1963/64 und 1964/65) und 4 Spiele (1969/70) für Marseille; zudem 3 Einsätze im Messe- bzw. UEFA-Pokal (1 für Lyon, 2 für Marseille)
- 48 A-Länderspiele (davon 9 in seiner Zeit bei Lyon, 21 bei Marseille, 17 bei Paris SG, 1 bei Paris FC), 3 Torerfolge und in 24 Begegnungen auch Mannschaftskapitän; Weltmeisterschaftsteilnehmer 1966
- 396 Einsätze und 37 Tore in der Division 1 (155/18 für Lyon, 139/12 für Marseille, 38/2 für PSG, 64/5 für Paris FC)